# Безыменное (Донецкая область)
Безыме́нное (укр. Безіме́нне) — село в номинально образованной Новоазовской городской общине Кальмиусского района Донецкой области, на побережье Азовского моря. До 17 июля 2020 года входило в состав Новоазовского района, будучи административным центром одноимённого сельского совета. Находится под контролем самопровозглашённой Донецкой Народной Республики, где сохраняется прежнее административное деление.

## География
Село расположено на северном берегу Азовского моря вблизи устья реки Безыменная. К западу от населённого пункта проходила линия разграничения сил в Донбассе (см. Второе минское соглашение).

### Соседние населённые пункты по сторонам света

#### Под контролем ДНР
В: Самсоново, город Новоазовск
СВ: Патриотичное
С: Митьково-Качкари
СЗ: Саханка, Ленинское, Весёлое
З: Широкино

## Общие сведения
Безыменное основано в 1799 году. Основателями хутора Безымянного считаются донские казаки Золотьковы и Митьковы. В 1849 году поселения на косе Безымянной вошли в состав новосозданной станицы Ново-Николаевская Миусского округа Области Войска Донского.
Безыменное является административным центром Безыменского сельского совета, которому подчинены населённые пункты: Веденское, Качкарское, Митьково-Качкари, Роза.

## Инфраструктура
Главная усадьба бывшего колхоза «Дружба народов». В начале XXI века — агроцех № 5 Мариупольского металлургического комбината им. Ильича (зерноводство, животноводство), с 2011 года агроцех передан в холдинг «Харвист» (группа СКМ бизнесмена Рината Ахметова). Автобусное сообщение с городами Мариуполь, Ростов-на-Дону, Донецк. У села находится Новоазовская ветроэлектростанция.

## Население
- 1873 — 623 чел.
- 1897 — 1 388 чел. (перепись), православных — 1 314 (94,7 %)
- 1970 — 2 383 чел.
- 1976 — 2 529 чел.
- 2001 — 2 638 чел. (перепись)

В 2001 году родным языком назвали:
- русский язык — 1 417 чел. (53,71 %)
- украинский язык — 1 192 чел. (45,19 %)
- армянский язык — 21 чел. (0,80 %)
- греческий язык — 2 чел. (0,08 %)
- болгарский язык — 1 чел. (0,04 %)
- немецкий язык — 1 чел. (0,04 %)
- молдавский язык — 1 чел. (0,04 %)

## Достопримечательности
В Безыменном установлен мемориал, посвящённый освободителям села и односельчанам, не вернувшимся с войны. Сперва это была типовая скульптура из бетона, изображавшая солдата, который поддерживает товарища, потом она стала разрушаться и вместо неё была установлена скульптурная группа из скорбящих матери, жены и ребёнка, отлитая из металла. Автор нового памятника — народный художник Украины Николай Васильевич Ясиненко.
В 1942-43 годах здесь действовала подпольная группа. Патриоты поддерживали связь с действующими частями Красной Армии, передавали им разведывательные данные о враге, принимали участие в нескольких десантных операциях в составе 384-го батальона морской пехоты, которые в августе 1943 года в результате дерзкой десантной операции разгромили немецкий гарнизон в селе Безыменное и этим оказали значительную помощь красной армии, освободившим Мариуполь..

## Интересные факты
По местной легенде, такое своеобразное название село получило от А. С. Пушкина, который, пребывая в южной ссылке, проезжал по побережью Азовского моря. Приехав в очередное селение, Пушкин спросил у местных жителей про его название. Ему ответили, что село не имеет названия, так как оно без имени. И Пушкин, недолго думая, предложил своё — Безыменное.
На восточной окраине села расположена песчаная береговая коса, которую местные жители называют «Лукоморье».